# خدمة استضافة الملفات
خدمة استضافة الملفات هي خدمة في الإنترنت حيث تقدم بعض المواقع خدمة رفع الملفات من جهاز الكمبيوتر إلى الإنترنت بحيث يشرك الآخرين بمشاهدة أو تحميل الملف على أجهزتهم الخاصة مثل الفيديو والكتب والصوت والموسيقى والصور. مثل يوتيوب، و رابيد شير.

## بعض مواقع تخزين الملفات
- رابيد شير
- فور شيرد
- جوجل فيديو
- ميديا فاير

1. ↑  وصلة مرجع: https://www.techopedia.com/definition/4882/hosted-services.